# DSA-697
La DSA-697 es una carretera perteneciente a la Red Secundaria de la Diputación Provincial de Salamanca que une la  SA-810  con la localidad de Villoruela.

## Origen y Destino
La carretera  DSA-697  tiene su origen en Babilafuente en la intersección con la carretera  SA-810 , y termina en el casco urbano de Villoruela, formando parte de la Red de carreteras de Salamanca.